# Winden (Rhin-Lahn)
Pour les articles homonymes, voir Winden.
Winden est une municipalité du Verbandsgemeinde Nassau, dans l'arrondissement de Rhin-Lahn, en Rhénanie-Palatinat, dans l'ouest de l'Allemagne.